# Élection sénatoriale de 2010 au Massachusetts
L'élection sénatoriale américaine de 2010 au Massachusetts a lieu le 19 janvier 2010. Elle est organisée à la suite de la mort du sénateur Ted Kennedy en août 2009 et doit permettre l'élection d'un sénateur qui doit achever le mandat en cours, le 3 janvier 2013. Conformément à la loi du Massachusetts, après le décès, la démission ou la destitution d'un membre du Congrès, une élection partielle doit se tenir dans les 145 à 160 jours, qui suivent la vacance de la fonction. Le républicain Scott Brown remporte l'élection avec près de 52 % des voix.

## Contexte pré-électoral
Le 7 novembre 2006, Edward Kennedy est réélu avec 69,30 % des voix, pour un neuvième mandat au Sénat des États-Unis. En mai 2008, à la suite d'un malaise, le Massachusetts General Hospital lui diagnostique une tumeur au cerveau. Il devient ensuite le sénateur le plus absent du Sénat, en ne votant que 9 lois sur 270. Le 25 août 2009, il décède des suites de sa maladie, à l'âge de 77 ans. Edward Kennedy, qui reconnaît lui-même que la réforme de santé était le « combat de sa vie », a écrit quelques jours avant sa mort, une lettre au gouverneur du Massachusetts Deval Patrick, pour qu'il change la loi électorale afin que ce dernier puisse nommer un sénateur intérimaire, avant une élection partielle. Cette manœuvre permettrait aux démocrates de conserver leur super-majorité de 60 sièges et ainsi d'empêcher les manœuvres d'obstruction des républicains. Les parlementaires du Massachusetts modifient alors la loi électorale et le 23 septembre 2009, Deval Patrick nomme Paul Kirk comme successeur temporaire de Kennedy.

## Élections primaires
Le 9 décembre 2009 se déroulent les élections primaires. Chez les démocrates, le procureur général Martha Coakley se classe première avec 46,71 % des voix, contre 27,82 % au représentant fédéral Mike Capuano, 13,39 % à Alan Khazei et 12,08 % à Steve Pagliuca. Chez les républicains, le sénateur d'État Scott Brown remporte largement l'investiture avec 89,40 % des voix, contre seulement 10,60 % à son adversaire Jack E. Robinson. Joseph L. Kennedy sera candidat indépendant.

## Débats télévisés
Les trois candidats à cette élection participent tous aux trois débats. Le premier a lieu au Jim & Margery show de Boston le 5 janvier, et est diffusé par la chaîne de télévision locale WTKK. Le 8 janvier, se tient le second débat, organisé à Springfield et retransmis par WGBY-TV. Enfin le dernier débat se déroule le 11 janvier, au Edward M. Kennedy Institute de l'université du Massachusetts.

## Positionnement idéologique
| Candidats                 | Martha Coakley                   | Scott Brown                          |
| ------------------------- | -------------------------------- | ------------------------------------ |
| Avortement                | Favorable                        | Favorable, sous certaines conditions |
| Droit de porter des armes | Favorable, avec des restrictions | Favorable, sans aucune restriction   |
| Environnement             | Favorable                        | Favorable                            |
| Mariage homosexuel        | Favorable                        | Contre                               |
| Peine de mort             | Position contradictoire          | Favorable, dans certains cas         |
| Plan de relance           | Favorable                        | Contre                               |
| Réforme de santé          | Favorable                        | Contre                               |
| Positionnement global     | Libérale-Populiste               | Ultra-Conservateur                   |

## Sondages
Au départ largement favorite, Martha Coakley décide de ne pas faire campagne ; dans le même temps son adversaire républicain Scott Brown sillonne le Massachusetts à bord d'une camionnette, multipliant les rencontres avec les citoyens. En janvier les deux candidats sont alors au coude-à-coude et quelques jours avant le scrutin le républicain vire en tête.

## Élection générale
| Parti | Parti             | Candidat       | Voix      | %     | ±%    |
| ----- | ----------------- | -------------- | --------- | ----- | ----- |
|       | Parti républicain | Scott Brown    | 1 168 107 | 51,94 | +21,3 |
|       | Parti démocrate   | Martha Coakley | 1 058 682 | 47,07 | -22,2 |
|       | Parti libertarien | Joseph Kennedy | 22 237    | 0,99  | NC    |

## Conséquences post-électorales
Scott Brown devient donc le 41e sénateur républicain de la haute assemblée, ce qui permettra à son parti de pratiquer le Filibuster, c'est-à-dire l'obstruction parlementaire. Ainsi les démocrates qui perdent leur super-majorité auront davantage de difficulté à faire passer la réforme de santé, puisque Brown s'est engagé a voté contre.

## Citations
« Ce n'est pas le siège des Kennedy qui est en jeu, ce n'est pas le siège des démocrates, c'est le siège du peuple. », Scott Brown.
« Je ne pense pas que Scott Brown va gagner mardi. », Robert Gibbs.